# Транспорт Вануату

Транспортная система Вануату и Новой Каледонии

Транспорт Вануату представлен воздушным, водным (морским), в населённых пунктах и в междугородном сообщении действует общественный транспорт пассажирских перевозок. Площадь страны составляет 12 189 км (164-е место в мире). Форма территории страны — архипелаг, вытянутая с юго-востока на северо-запад, максимальное расстояние с севера на юг — 1200 км, с востока на запад — 200 км. Географическое положение Вануату позволяет стране контролировать морские и воздушные транспортные пути из Восточной Азии и Северной Америки до Новой Зеландии и Южной Австралии.

## Виды транспорта

### Автомобильный
Общая протяженность автомобильных дорог в Вануату, по состоянию на 2000 год, составляет 1070 км, из которых 256 км с твердым покрытием и 814 км без него (185-е место в мире).

### Воздушный
В стране, по состоянию на 2013 год, действует 31 аэропорт (114-е место в мире), из них 3 с покрытием взлетно-посадочных полос и 28 с грунтовым. Аэропорты страны по длине взлетно-посадочных полос распределяются следующим образом (в скобках отдельно количество без твердого покрытия): <a/> 3 (0).
- от 10 тыс. до 8 тыс. футов (3047-2438 м) — 1 (0);
- от 8 тыс. до 5 тыс. футов (2437—1524 м) — 1 (0);
- от 5 тыс. до 3 тыс. футов (1523—914 м) — 1 (7);
- короче 3 тыс. футов (<914 м) — 0 (21)[1].

В стране, по состоянию на 2015 год, зарегистрировано 1 авиапредприятие, которое оперирует 6 воздушными судами. В 2015 году общий пассажирооборот на внутренних и международных рейсах составил 287,5 тыс. человек. В 2015 году воздушным транспортом было перевезено 1 500 000 тонно-километров грузов (без учета багажа пассажиров).
Вануату является членом Международной организации гражданской авиации (ICAO). Согласно статье 20 Чикагской конвенции о международной гражданской авиации 1944 года, Международная организация гражданской авиации для воздушных судов страны, по состоянию на 2016 год, закрепила регистрационный префикс — YJ, основанный на радиопозывные, выделенных Международным союзом электросвязи (ITU). Аэропорты Вануату имеют буквенный код ИКАО, начинающийся с — NV.

### Водный
Главные морские порты страны: Форари, Люганвиль, Порт-Вила.
Морской торговый флот страны, по состоянию на 2010 год, состоял из 77 морских судов с тоннажем больше 1 тыс. Регистровых тонн (GRT) каждое (58-е место в мире), из которых: балкеров — 38, сухогрузов — 8, танкеров для химической продукции — 2, контейнеровозов — 1, газовозов — 2, судов — 1, рефрижераторов — 24 автовозов — 1.
По состоянию на 2010 год, количество морских торговых судов, которые ходят под флагом страны, но является собственностью других государств — 72 (Бельгии — 1, Канады — 5, Китайской Народной Республики — 1, Греции — 3, Японии — 39, Норвегии — 1, Польше — 9, Российской Федерации — 7, Сингапура — 2, Тайваня — 1, Объединенных Арабских Эмиратов — 1, Соединенных Штатов Америки — 2).